# Л'єсковани
Л'єсковани (словац. Lieskovany) — село в окрузі Спішска Нова Вес Кошицького краю Словаччини. Площа села 1,76 км². Станом на 31 грудня 2015 року в селі проживав 341 житель.

## Історія
Перші згадки про село датуються 1250 роком.

## Населення
| Рік:            | 1994. | 2004.    | 2014.    | 2024.    |
| --------------- | ----- | -------- | -------- | -------- |
| Кількість осіб: | 233   | 262      | 326      | 410      |
| Різниця:        |       | +12,44 % | +24,42 % | +25,76 % |

| Рік:            | 2023. | 2024.   |
| --------------- | ----- | ------- |
| Кількість осіб: | 388   | 410     |
| Різниця:        |       | +5,67 % |